# Darío Basso
Darío Álvarez Basso (* 1966 in Caracas) ist ein spanischer Maler. Er lebt und arbeitet in Madrid.

## Leben und Werk

### Jugendjahre und Ausbildung
Darío Álvarez Basso wurde 1966 in Caracas geboren, wuchs teilweise dort und teilweise im galicischen Vigo in Spanien auf, umgeben von einer intellektuellen Familie mit starken Neigungen zu Malerei und Literatur. Nach einem kurzen Zwischenspiel in der Rock- und Comic-Szene war er 1984 für drei Monate an der Schule der Schönen Künste in Madrid und stieß zu den Talleres de Arte Actual im Circulo de Bellas Artes. Dario Villalba, Eduardo Arroyo und Frederic Amat weckten dort seine Berufung und führten ihn in Kunst und Kunstbetrieb ein.
Der Zwanzigjährige begann ohne weitere Ausbildung sogleich ein bis heute rastloses Werk, das er dem „Libreta“, dem ständig begleitenden Skizzenbuch, alle erste Idee und Information anvertraut. Was dort in zartesten Strichen und lavierenden Tönen angelegt ist, kann auf den bis zu fünf Meter hohen Leinwänden zu heftigsten und schweren Kompositionen in Zentimeter-dicker Farbe oder Teer mit vielfältigen Collage-Einschlüssen sich entwickeln. Hierzu bedient sich der Autodidakt völlig unkonventioneller Mittel, malt, ja gießt seine Bilder oft im Freien in der Natur waagerecht auf dem Boden, bezieht die Umgebung und auch das Wetter sowie direkte oder indirekte Naturgewalten oder auch den genius loci in Mythos oder Geschichte mit ein. Auf viele Werke hat es geregnet oder gehagelt, manche wusch er in Flüssen.

### Inhalt
Auch inhaltlich ist das Werk Bassos von großer Vielfalt und enormer geo-kultur-politischer Universalität. Er hat es sich zur Aufgabe gemacht, die Kulturen in Vergangenheit und Gegenwart, in Geschichte, Mythos, Religion, Legende, Literatur, Philosophie aber auch Naturwissenschaft zu verschmelzen, insbesondere den Osten mit dem Westen. 2004 konnte der Achtunddreißigjährige eine umfassende Wanderausstellung seines Werkes mit Hilfe des in dieser Hinsicht vorbildlich aktiven spanischen „Ministeriums für äußere Angelegenheiten und Zusammenarbeit“ und seinen Unterorganisationen in vielen Ländern Südamerikas mit begleitendem opulenten Katalog zeigen. Seit 2008 wandert Bassos Installation „Algorithmi dixit“, bestehend aus 23 im Hochformat bemalten Wüstenzeltplanen von 4,3 × 2,5 m, Paraphrasen arabischer Ornamentik, durch die Hauptstädte des Mittleren Ostens. Ausgestellt und gesammelt wird das Werk von Basso vor allem in Spanien, Portugal, Venezuela, USA, Deutschland und der Schweiz, für die Othmar Triebold diesen Maler bereits sehr früh entdeckte und 1990 in seiner Galerie in Basel das erste Mal ausstellte.
Basso ist nicht nur in kosmopolitischer Familie in zwei Städten, zwei Ländern und zwei Kontinenten aufgewachsen, er zog auch weiter als Wanderer zwischen den Welten und dies ebenfalls künstlerisch zwischen Abstraktion und Figuration bis heute. Bis 1987 malte er in Madrid heftige dunkle Gestalten vor hellem Grund durchaus im „Geiste der Zeit“. Dann zog es ihn für zwei Jahre nach Paris. Dort beherrschen eher konkrete exakt voneinander abgesetzte Formen wie Säge- oder Kreissägeblätter, die er während eines kurzen Marokko-Aufenthaltes zuvor vielleicht dort hat rosten sehen, seine Malereien auf unregelmäßigen irgendwo vorgefundenen Leinwänden mit allerdings sehr konkreten Titeln und arabischen Inschriften.
Noch in Paris gelangte er in der Erinnerung an den mohammedanisch-christlichen Konflikt im mittelalterlichen Spanien an den ähnlichen noch früheren zwischen Karthago und Rom, der ebenfalls in Spanien mit dem Ausgangsort Hannibals sein kritisches Zentrum hatte. Immerhin war Hannibal der Einzige, der den Aufstieg des römischen Weltreiches überhaupt ernstlich hätte gefährden können. Auch dieser zähe und keineswegs eindeutige oder kurze Machtkampf war bereits ein Kampf zwischen Ost und West gewesen, ein Kampf der Kulturen, kam die Karthagos doch aus dem Osten und ist das römische Reich doch direkter und allenthalben noch spürbarer Vorläufer unserer heutigen sog. westlichen Kultur. Das Stipendium in der Spanischen Akademie in Rom 1989/90 und ein Foto der halben Decke des Pantheons führten zu den nun werkbegleitenden Kompositionen der Hannibal-Thematik.

### Studienreisen, Aufenthalte und Stipendien
1990/91 war er wieder in Paris und beschäftigte sich mit politischen und sozialen Fragen der Welt, malte ihre Kontinente. 1991/92 nach einem Senegal-Aufenthalt arbeitete er wiederum in Italien, im kleinen umbrischen Pissigano in einer aufgelassenen Kirche. Die dort noch sichtbaren Fresken gemahnten Basso täglich an die gesamte dortige Kunstgeschichte vor allem jedoch an die ihr zugrunde liegende Spiritualität. Diese regte ihn zu „sehenden“ Bildern an, welche den Betrachter anschauen.
Ein Fulbright-Stipendium brachte ihn 1992 bis 1994 nach New York, in die Gegenwart und zum Menschen, der in den „Libretas“ gänzlich behandelt, in den größeren Arbeiten allerdings auf eine mittlere „Wirbelsäule“ reduziert wurde. Von 1995 bis 1998 war Basso wieder in Madrid. Er zog eine erste Summe, ging den St. Jakobs-Weg, auf dem ihn besonders die Knochenfunde von Vorfahren der Neandertaler in Atapuerca beeindruckten, und stellte zum ersten Male ganze Wände von einem halben Hundert seiner Arbeiten, seiner Fotografien und Reproduktionen ihn inspirierender Gegenstände, Ansichten und Ausschnitte zu „Antropogeografias“ zusammen.
Dabei mehrten sich Collagen, in die er auch Blätter aus der Natur aufnahm, was 1999 bis 2001 zu „Freiluftateliers“ im Regenwald von Venezuela und den Wäldern der Dominikanischen Republik führte. Vor allem begeisterten ihn die riesigen Blätter der Bananenstauden und der Palmen, einzeln hochformatig vor allem in der Serie „Humboldt“ oder sternförmig als „Flowers to Andy“. In den Jahren 2002 bis 2004 zog er in Madrid wieder eine Summe aus diesen diversen Erfahrungen, beschäftigte sich immer stärker mit der Fotografie, auch der Unterwasserfotografie, die er überarbeitete und in langen Serien durchdeklinierte.

## Preise und Auszeichnung
- 1988: Prize Muestra de Arte Joven, Madrid
- 1989: Santa Lucia Painting Contest, Madrid
- 1989: Academia Española en Roma, Stipendium des Außenministeriums, Rom
- 1991: Cité des Artistes, Paris
- 1992: Fulbright-Stipendium, Spanish-North American Committee, New York
- 1994: Ojo Crítico Awards, Radio Nacional de España, Madrid
- 2002: IV ABC Painting Awards, Madrid
- 2006: VI Salón de Outono de Pintura, Galician Royal Academy of Fine Arts
- 2008: 1er Premio Hondo de Pintura Ayuntamiento de La Garriga Barcelona

## Ausstellungen (Auswahl)
- 1988: Galería Antonio Machón, Madrid
- 1990: Galerie Triebold, Basel
- 1996: Casa da Cultura, Council de Vigo, Vigo (Spanien)
- 2004: La lune en parachute, Epinal (Frankreich)
- 2005: Museo de Artes Visuales, Santiago de Chile
- 2005: Museo de la ciudad, Quito (Ecuador)
- 2005: Museo Alejandro Otero, Caracas (Venezuela)
- 2008: Opera House, Kairo (Ägypten)
- 2009: Jordan National Gallery, Amman (Jordanien)

## Werke in öffentlichen Sammlungen
- Akademie der Künste, Galicien
- Biblioteca Nacional, Madrid (Spanien)
- Centro Galego de Arte Contemporánea, Santiago de Compostela (Galicien)
- Foundation Rodriguez Iglesias, A Coruña (Spanien)
- Museu Serralves, Porto (Portugal)
- Ministerio de Cultura, Instituto de la Juventud, Madrid (Spanien)
- Museo de Arte Contemporáneo Unión Fenosa, A Coruña (Spanien)
- Museo de Arte Contemporáneo, Teruel (Spanien)
- Museo Municipal de Vigo „Quiñones de León“, Vigo (Spanien)
- Museo Nacional Centro de Arte Reina Sofia, Madrid (Spanien)
- Museo Nacional de Arte Contemporaneo Sofía Imber, Caracas (Venezuela)
- Museum der Stadt Waiblingen, Waiblingen (Stuttgart)